# تپه قالا داغی کیقال
تپه قالا داغی کیقال مربوط به هزاره اول قبل از میلاد - سده‌های اولیه دوران‌های تاریخی پس از اسلام است و در شهرستان ورزقان، بخش مرکزی، دهستان ازومدل شمالی، ۳ کیلومتری شمال روستای کیقال واقع شده و این اثر در تاریخ ۲۷ اسفند ۱۳۸۷ با شمارهٔ ثبت ۲۶۴۱۶ به‌عنوان یکی از آثار ملی ایران به ثبت رسیده است.